# Попівці (Волочиська міська громада)
Попі́вці —  село в Україні, у Волочиській міській громаді Хмельницького району Хмельницької області. Населення становить 508 осіб. До 2020 орган місцевого самоврядування— Поповецька сільська рада.

## Географія
Селом протікає річка Безіменна, права притока Случі.

## Символіка
Затверджена 18 липня 2023р. рiшенням №17-29/2023 XXIX сесії міської ради VIII скликання. Автор - В.М.Напиткін.

### Герб
У лазуровому щиті золотий орел з червоними дзьобом і лапами, з розпростертими крилами, з головою, обернутою вправо, що тримає в лапах срібну пір'їну, покладену в балку, супроводжуваний вгорі срібною Покровою Пресвятої Богородиці із золотими хрестами. Внизу картуша напис "ПОПІВЦІ" і рік "1593".
Срібна Покрова і золотий орел з пір'їною - релігійні символи сільських храмів Святої Покрови та Іоанна Богослова.

### Прапор
На синьому квадратному полотнищі жовтий орел з червоними дзьобом і лапами, з розпростертими крилами, з головою, обернутою до древка, що тримає в лапах білу пір'їну, покладену горизонтально, над яким біла Покрова Пресвятої Богородиці з жовтими хрестами.

## Історія
7 (20) листопада 1917 року, відповідно до Третього Універсалу Української Центральної Ради, увійшло до складу Української Народної Республіки.

### Голодомор в Попівцях
За даними різних джерел в селі в 1932—1933 роках загинуло близько 10 чоловік. На сьогодні встановлено імена 3. Мартиролог укладений на підставі поіменних списків жертв Голодомору 1932-1933 років, складених Попівецькою сільською радою. Поіменні списки зберігаються в Державному архіві Хмельницької області.
- Волковий Савка, 73 р., 1933 р.,
- Литвинюк Антон, 53 р., 1933 р.,
- Порохончук Михайло Лазаревич, 33 р., 1933 р.,

### Незалежна Україна
12 червня 2020 року, відповідно до розпорядження Кабінету Міністрів України № 727-р «Про визначення адміністративних центрів та затвердження територій територіальних громад Хмельницької області», увійшло до складу Волочиської міської громади.
19 липня 2020 року, в результаті адміністративно-територіальної реформи та ліквідації Волочиського району, увійшло до складу новоутвореного Хмельницького району.

## Населення

### Мова
Розподіл населення за рідною мовою за даними :
| Мова       | Кількість | Відсоток |
| ---------- | --------- | -------- |
| українська | 506       | 99.61%   |
| російська  | 2         | 0.39%    |
| Усього     | 508       | 100%     |

## Пам'ятки
- Храм святого Івана  Богослова (2010р) настоятель прот. Олександр Лавренюк

## Галерея

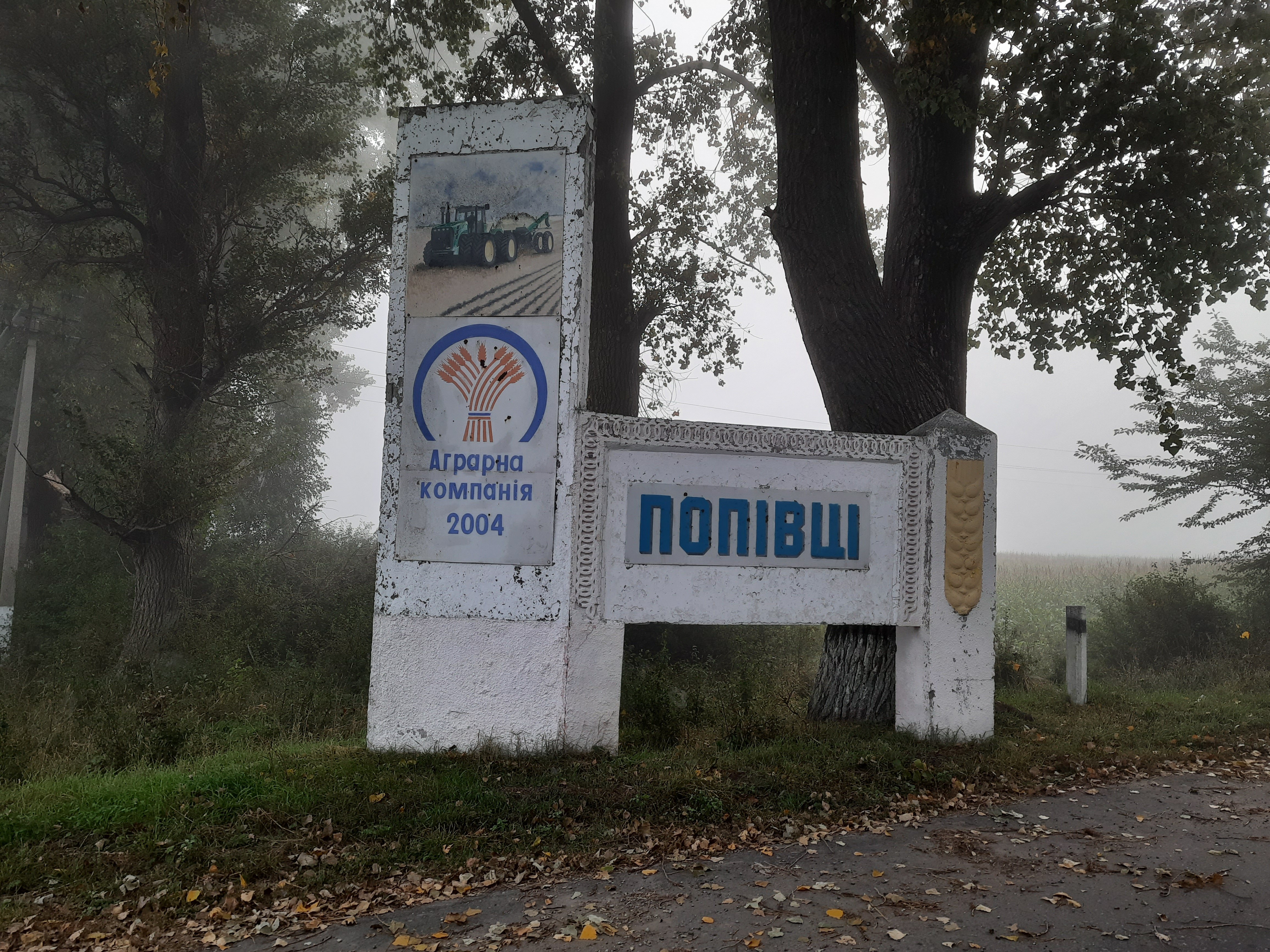
Стела при в'їзді в село
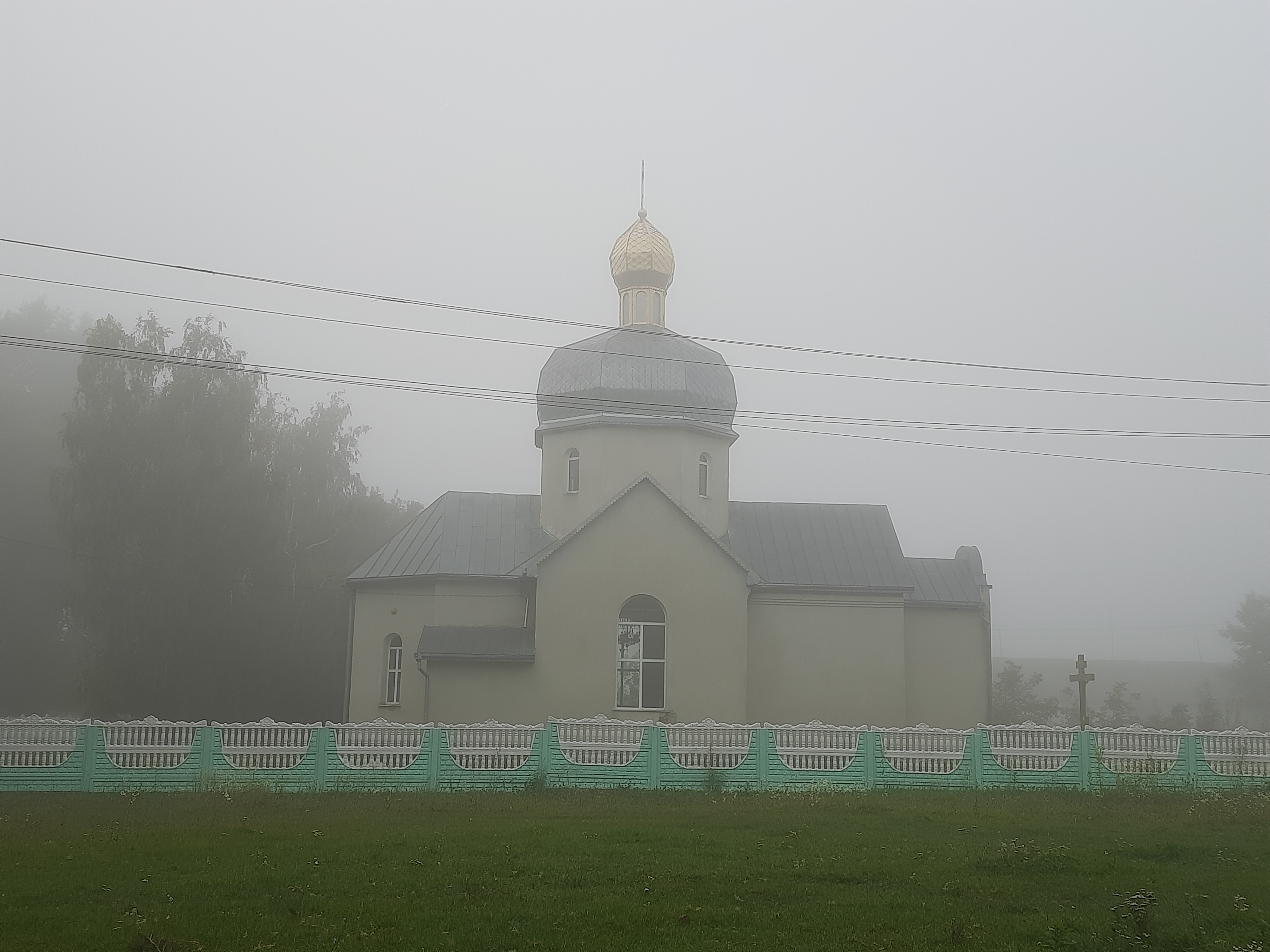
Церква Івана Богослова
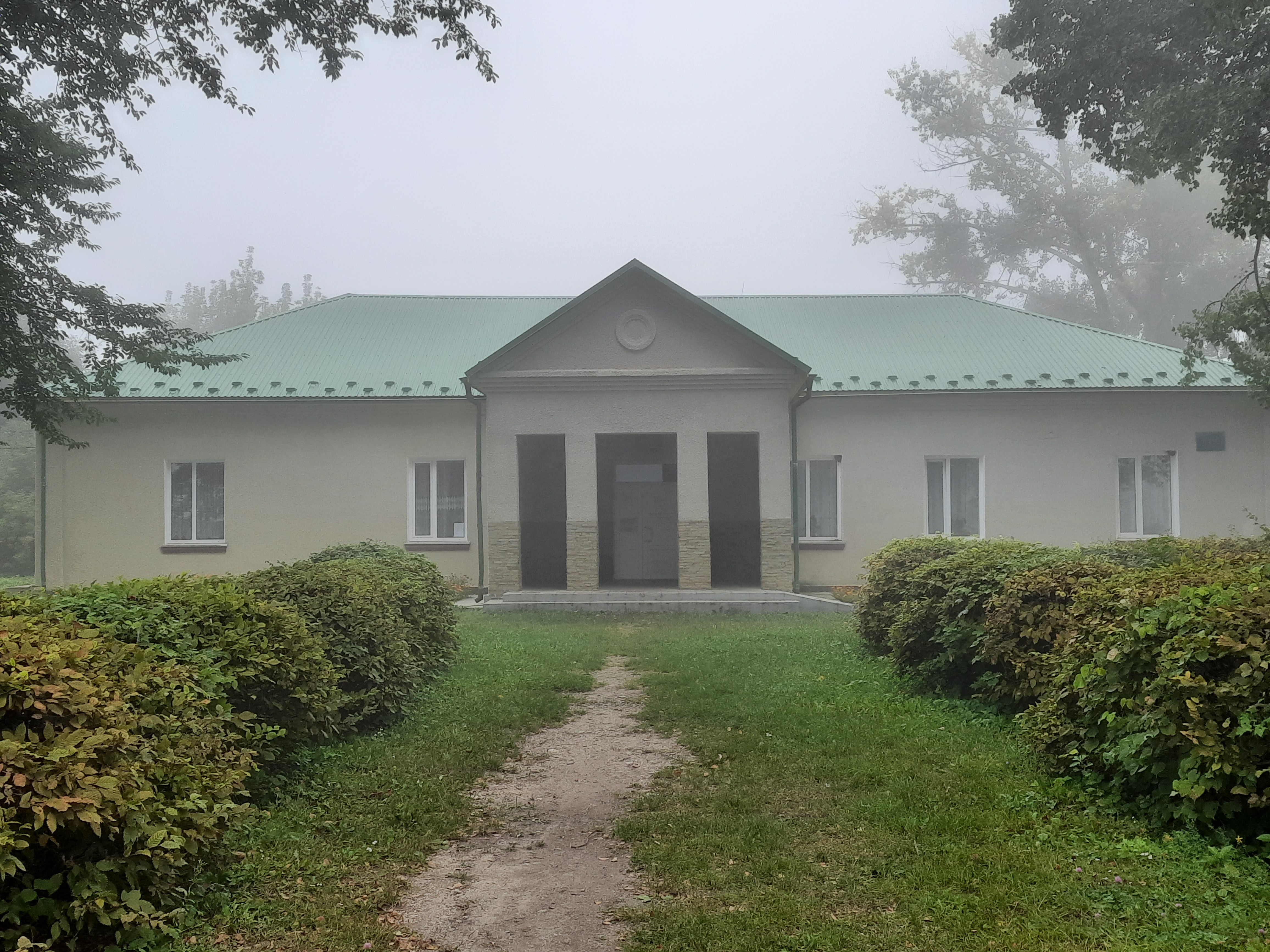
Клуб